# Святой Франсиско де Борха прощается со своей семьёй

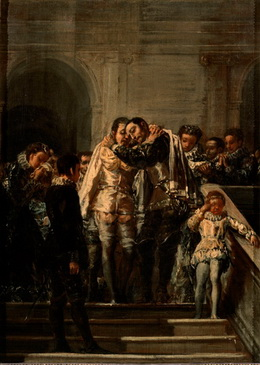
Эскиз к картине, 38 х 29,3 см, частная коллекция

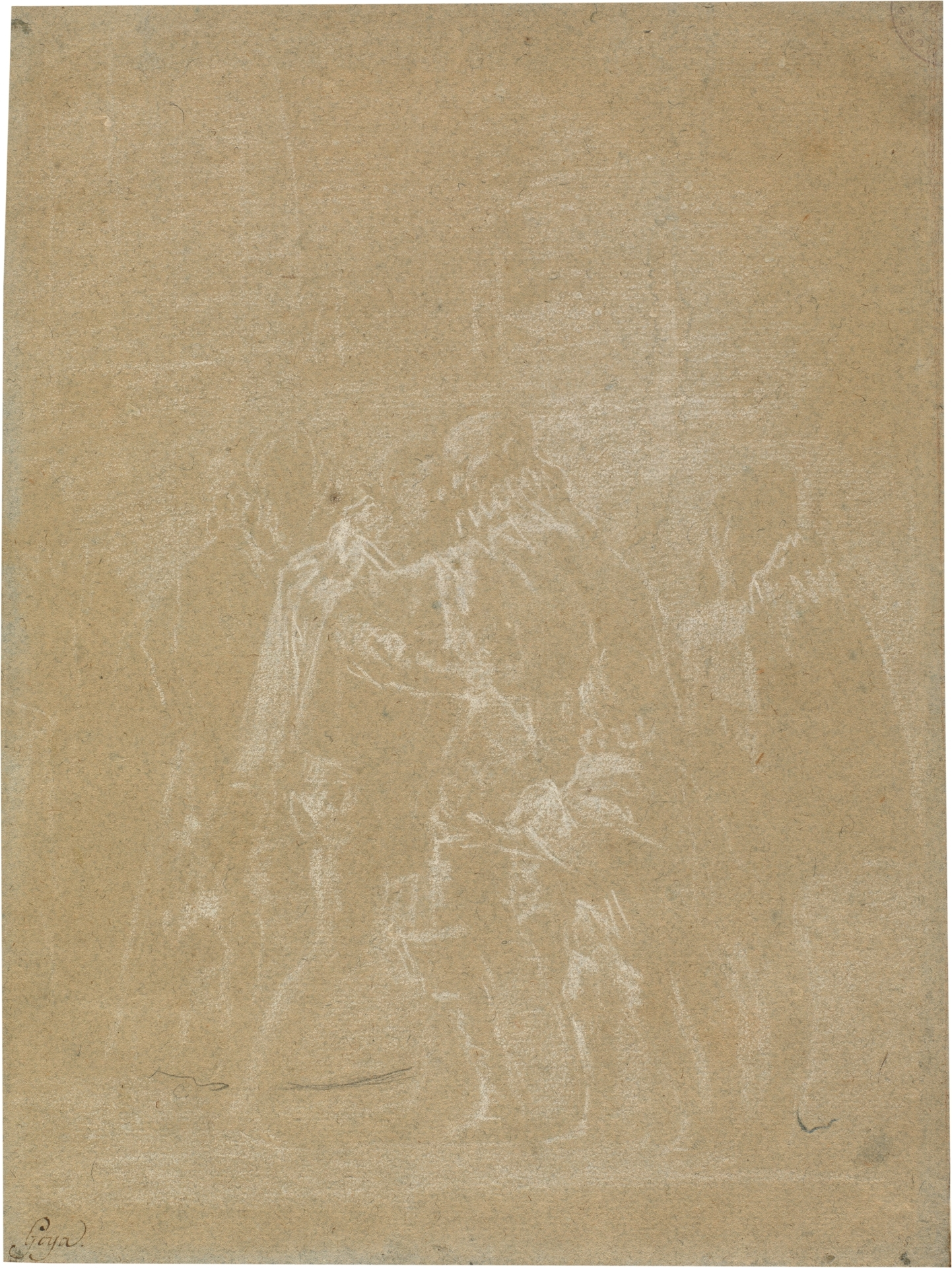
Подготовительный рисунок к картине, мел, 29,1 х 21,9 см, Прадо

«Святой Франсиско де Борха прощается со своей семьёй» (исп. San Francisco de Borja despidiéndose de su familia) или «Прощание святого Франциско Борхи» — картина испанского художника Франсиско Гойи, написанная маслом на холсте и ныне находящаяся в Валенсийском соборе.

## История создания
В 1787—1788 годах Мария Хосефа Пиментель и Тельес-Хирон, герцогиня Осуна, затеяла реконструкцию капеллы святого Франсиско Борджа в Валенсийском соборе. Святой, который при жизни был герцогом Гандия и маркизом де Ломбай, приходился предком герцогине Осуна. Для капеллы были заказаны три новых картины со сценами из жизни святого. Главная из них, «Святой Франсиско де Борха над телом императрицы Изабеллы», была написана художником Мариано Сальвадором Маэльей. Гойя, пользовавшийся покровительством герцогов Осуна, получил заказ на создание двух картин для боковых стен капеллы: «Святой Франсиско де Борха прощается со своей семьёй» и «Святой Франсиско де Борха и умирающий нераскаявшийся грешник». Крупноформатные полотна были закончены к 16 октября 1788 года, так как эта дата значится в счёте за них, который Гойя выписал герцогине на сумму 30 000 реалов. Эти картины прославляли третьего генерала Общества Иисуса (иезуитов) всего лишь через 20 лет после роспуска и изгнания его ордена из Испании. Эти два полотна Гойи существенно отличаются друг от друга: первое носит характер предромантического исторического произведения, а на втором изображены демоны, характерные для более поздних работ Гойи.
Франсиско Борджа родился в 1510 году в Гандии (Валенсия). Он происходил из влиятельного рода Борджиа, получил аристократическое образование, служил при дворе короля Карла V Габсбурга. Он женился на Леонор де Кастро и имел восемь детей. Как доверенное лицо короля, в 1539 году ему было поручено доставить тело покойной королевы Изабеллы Португальской из Толедо в Гранаду. По прибытии в город Франсиско пришлось открыть гроб, чтобы доказать, что в нём находится тело королевы. Вид разлагающегося тела некогда прекрасной правительницы так потряс его, что он решил «никогда больше не служить смертному правителю». После смерти своей супруги в 1546 году он присоединился к недавно образованному ордену иезуитов, отказавшись от мирских благ и титулов.

## Описание
Гойя изобразил сцену, в которой Франсиско де Бордха прощается со своей семьёй и двором, вступая в орден. Композиция горизонтальна и напоминает фриз. Вместе с тем Гойя выделил несколько пространственных планов. В центре изображён святой, стоящий у ворот своего дворца в Гандии, наверху лестницы, придающей сцене монументальность. Он обнимает своего старшего сына-наследника, взгляды других персонажей устремлены на них. Его второй сын Хуан наблюдает за этой сценой, частично повернувшись спиной к зрителю. Маленький паж в жёлтом костюме плачет, горюя об уходе своего господина, как и дама слева, вытирающая своё лицо платком.
Архитектура на фоне подчёркивает драматизм сцены. Благодаря эффекту светотени ей предана дополнительная глубина. Костюмы персонажей характерны для времён короля Филиппа III, внука Карла V, которому служил святой. Этот анахронизм не раз повторяется в исторической живописи Гойи, избравшего в качестве своего ориентира моду времён Филиппа III. Однако всё же художник убрал при написании картины белые воротники, которые были на обоих его эскизах к ней. Эти воротники носили лишь с конца XVI века, то есть спустя много лет после смерти Франсиско де Борха. Картину относят к предромантическому произведению из-за её сходства с романтическими историческими произведениями, распространёнными в XIX веке. При написании этого полотна Гойя, вероятно, использовал моделей, которых рисовал с натуры. Не исключено, что это были те же люди, что позировали для его картины «Проповедь Сан-Бернардино Сиенского перед Альфонсо V Арагонским», или люди из окружения герцогов Осуна.

## Подготовительные эскизы
Сохранились два подготовительных эскиза к этой картине: первый, выполненный маслом на холсте, и второй — рисунок мелом на бумаге верже. Первый очень схож с конечной работой, Гойя внёс лишь незначительные изменения по сравнению с ним. При написании этого эскиза Гойя делал быстрые мазки, больше сосредотачиваясь на эффекте света и расположении фигур, чем на деталях костюмов. На его заднем плане виднеется архитектура дворца эпохи Возрождения с полукруглыми арками и ионическими колоннами. Доминирующий чёрный цвет на заднем плане контрастирует с белыми тонами плаща, воротников и манжет.
Эскиз, выполненный маслом, находился в частной коллекции Франсиско де Асебаля-и-Арратии. Затем он попал в частную коллекцию маркизов де Санта-Крус, где и поныне хранится. Набросок, сделанный мелом, находится в собрании музея Прадо.

## Провенанс
С момента своего создания в 1788 году и до нынешних времён картина неизменно находится в Валенсийском соборе.